# Гокан Скугер
Гокан Скугер (швед. Håkan Skoger) — шведський музикант (бас-гітарист), відомий за участю у таких музичних метал-колективах як Gardenian, Headplate, Passenger та Grind. Період найбільшої творчої активності припав на середину 1990-х — початок 2000-х років.

## Життєпис
Свій творчий шлях Гокан Скугер розпочав у колективі Grind з Вестра Фрелунди, що грав мелодійний дез-метал, втім після дебютного демо-запису учасники гурту розбіглися і Гокан, разом з вокалістом Джимом Челлем, опинився у Gardenian. У складі цього гурту Скугер записав два альбоми: «Two Feet Stand» (1997) та «Soulburner» (1999), після чого на певний час зник з поля зору шанувальників музики та не брав участі у записах матеріалу серйозних проектів.
2003 рік видався найбільш вдалим у творчій кар'єрі Гокана. Гурт Passenger, до складу якого Скугера запросив колишній партнер по Gardenian Ніклас Енгелін, видав свій дебютний і, як потім з'ясувалося, єдиний альбом у стилі альтернативного металу. Окрім цього, Гокан взяв участь у записі матеріалу альбому Pieces гурту Headplate. Щоправда, після запису він змушений був залишити колектив, поступившись місцем у складі Югану Андреассену.
У 2012 році після багаторічної перерви Headplate знову зібралися в студії і записали свій новий альбом під назвою «12-12-12». Цікаво, що участь у записі брали одразу два бас-гітаристи — Гокан Скугер та Юган Андреассен. Скугер прописав бас на наступних треках: А Single Life, October, 12-12-12 та 6 P.M. Крім того, на початку 2013 року Гокан у складі відновленого Gardenian взяв участь у Gothenburg Sound Festival.

## Дискографія
Grind
| Гурт  | Країна | Альбом | Рік  | Формат | Лейбл |
| ----- | ------ | ------ | ---- | ------ | ----- |
| Grind | Швеція | Lost   | 1996 | Демо   |       |

Gardenian
| Гурт      | Країна | Альбом         | Рік  | Формат | Лейбл              |
| --------- | ------ | -------------- | ---- | ------ | ------------------ |
| Gardenian | Швеція | Two Feet Stand | 1997 | Альбом | Listenable Records |
| Gardenian | Швеція | Soulburner     | 1999 | Альбом | Nuclear Blast      |

Passenger
| Гурт      | Країна | Альбом    | Рік  | Формат | Лейбл                 |
| --------- | ------ | --------- | ---- | ------ | --------------------- |
| Passenger | Швеція | Passenger | 2003 | Альбом | Century Media Records |

Headplate
| Гурт      | Країна | Альбом   | Рік  | Формат | Лейбл      |
| --------- | ------ | -------- | ---- | ------ | ---------- |
| Headplate | Швеція | Pieces   | 2003 | Альбом | Gain Music |
| Headplate | Швеція | 12-12-12 | 2012 | Альбом |            |